# 1908 год
1908 (ты́сяча девятьсо́т восьмо́й) год  по григорианскому календарю — високосный год, начинающийся в среду. Это 1908 год нашей эры, 8‑й год 1‑го десятилетия XX века 2‑го тысячелетия, 9‑й год 1900‑х годов. Он закончился 117 лет назад.
| Пн | Вт | Ср | Чт | Пт | Сб | Вс |
|    |    | 1  | 2  | 3  | 4  | 5  |
| 6  | 7  | 8  | 9  | 10 | 11 | 12 |
| 13 | 14 | 15 | 16 | 17 | 18 | 19 |
| 20 | 21 | 22 | 23 | 24 | 25 | 26 |
| 27 | 28 | 29 | 30 | 31 |    |    |

| Пн | Вт | Ср | Чт | Пт | Сб | Вс |
|    |    |    |    |    | 1  | 2  |
| 3  | 4  | 5  | 6  | 7  | 8  | 9  |
| 10 | 11 | 12 | 13 | 14 | 15 | 16 |
| 17 | 18 | 19 | 20 | 21 | 22 | 23 |
| 24 | 25 | 26 | 27 | 28 | 29 |    |

| Пн | Вт | Ср | Чт | Пт | Сб | Вс |
|    |    |    |    |    |    | 1  |
| 2  | 3  | 4  | 5  | 6  | 7  | 8  |
| 9  | 10 | 11 | 12 | 13 | 14 | 15 |
| 16 | 17 | 18 | 19 | 20 | 21 | 22 |
| 23 | 24 | 25 | 26 | 27 | 28 | 29 |
| 30 | 31 |    |    |    |    |    |

| Пн | Вт | Ср | Чт | Пт | Сб | Вс |
|    |    | 1  | 2  | 3  | 4  | 5  |
| 6  | 7  | 8  | 9  | 10 | 11 | 12 |
| 13 | 14 | 15 | 16 | 17 | 18 | 19 |
| 20 | 21 | 22 | 23 | 24 | 25 | 26 |
| 27 | 28 | 29 | 30 |    |    |    |

| Пн | Вт | Ср | Чт | Пт | Сб | Вс |
|    |    |    |    | 1  | 2  | 3  |
| 4  | 5  | 6  | 7  | 8  | 9  | 10 |
| 11 | 12 | 13 | 14 | 15 | 16 | 17 |
| 18 | 19 | 20 | 21 | 22 | 23 | 24 |
| 25 | 26 | 27 | 28 | 29 | 30 | 31 |

| Пн | Вт | Ср | Чт | Пт | Сб | Вс |
| 1  | 2  | 3  | 4  | 5  | 6  | 7  |
| 8  | 9  | 10 | 11 | 12 | 13 | 14 |
| 15 | 16 | 17 | 18 | 19 | 20 | 21 |
| 22 | 23 | 24 | 25 | 26 | 27 | 28 |
| 29 | 30 |    |    |    |    |    |

| Пн | Вт | Ср | Чт | Пт | Сб | Вс |
|    |    | 1  | 2  | 3  | 4  | 5  |
| 6  | 7  | 8  | 9  | 10 | 11 | 12 |
| 13 | 14 | 15 | 16 | 17 | 18 | 19 |
| 20 | 21 | 22 | 23 | 24 | 25 | 26 |
| 27 | 28 | 29 | 30 | 31 |    |    |

| Пн | Вт | Ср | Чт | Пт | Сб | Вс |
|    |    |    |    |    | 1  | 2  |
| 3  | 4  | 5  | 6  | 7  | 8  | 9  |
| 10 | 11 | 12 | 13 | 14 | 15 | 16 |
| 17 | 18 | 19 | 20 | 21 | 22 | 23 |
| 24 | 25 | 26 | 27 | 28 | 29 | 30 |
| 31 |    |    |    |    |    |    |

| Пн | Вт | Ср | Чт | Пт | Сб | Вс |
|    | 1  | 2  | 3  | 4  | 5  | 6  |
| 7  | 8  | 9  | 10 | 11 | 12 | 13 |
| 14 | 15 | 16 | 17 | 18 | 19 | 20 |
| 21 | 22 | 23 | 24 | 25 | 26 | 27 |
| 28 | 29 | 30 |    |    |    |    |

| Пн | Вт | Ср | Чт | Пт | Сб | Вс |
|    |    |    | 1  | 2  | 3  | 4  |
| 5  | 6  | 7  | 8  | 9  | 10 | 11 |
| 12 | 13 | 14 | 15 | 16 | 17 | 18 |
| 19 | 20 | 21 | 22 | 23 | 24 | 25 |
| 26 | 27 | 28 | 29 | 30 | 31 |    |

| Пн | Вт | Ср | Чт | Пт | Сб | Вс |
|    |    |    |    |    |    | 1  |
| 2  | 3  | 4  | 5  | 6  | 7  | 8  |
| 9  | 10 | 11 | 12 | 13 | 14 | 15 |
| 16 | 17 | 18 | 19 | 20 | 21 | 22 |
| 23 | 24 | 25 | 26 | 27 | 28 | 29 |
| 30 |    |    |    |    |    |    |

| Пн | Вт | Ср | Чт | Пт | Сб | Вс |
|    | 1  | 2  | 3  | 4  | 5  | 6  |
| 7  | 8  | 9  | 10 | 11 | 12 | 13 |
| 14 | 15 | 16 | 17 | 18 | 19 | 20 |
| 21 | 22 | 23 | 24 | 25 | 26 | 27 |
| 28 | 29 | 30 | 31 |    |    |    |

## События

### Январь
- 12 января — постановка первой азербайджанской и первой в исламском мире оперы Узеира Гаджибекова «Лейли и Меджнун»[1].
- 18 января — завершилась экспедиция Арсеньева 1907 года на Дальний Восток — вторая Сихотэ-Алиньская экспедиция В. К. Арсеньева.
- 20 января — открыто движение на всём протяжении железной дороги от Тифлиса до Джульфы на российско-персидской границе. Общая протяжённость пути с ответвлениями до Карса и Эривани составила 601 версту. Участок относился к обществу Закавказских железных дорог, строительство велось в три этапа тринадцать лет с 1895 года.

### Февраль
- 1 февраля — убит Карлуш I, предпоследний король Португалии.
- 3 февраля — глава Совета министров Российской империи граф Пётр Столыпин заявил: «Иная политика, кроме строго оборонительной, была бы в настоящее время бредом ненормального правительства, и она повлекла бы за собой опасность для династии»[2].

### Март
- 9 марта — основан футбольный клуб «Интер» Милан.
- 18 марта — албанский отряд Черчеза Топули вступил в бой с частями турецкой армии у деревни Машкулора[3].

### Апрель
- 21 апреля — американский исследователь Фредерик Кук предпринял неудачную попытку достичь Северного полюса (смог достичь лишь 87 градусов сев. широты).

### Май
- 1 мая — в Королевстве Швеции впервые на общегосударственном уровне в День международной солидарности трудящихся и в отмечаемый в шведском и финском календарях День канонизации святой Вальпурги, отметили День белой ромашки[4].
- 10 мая — в США впервые отпразднован День матери, аналог 8 марта.
- 15 мая — основана Международная федерация хоккея с шайбой.

### Июнь
- 18 июня — Большая авария на Рыковском руднике в Макеевке.[источник не указан 2581 день]
- 30 июня — Тунгусский феномен.

### Июль
- 3 июля — начало младотурецкой революции.
- 7 июля — началась «Юбилейная» экспедиция Арсеньева (1908—1910) — третья и самая масштабная из так называемых Сихотэ-Алиньских экспедиций В. К. Арсеньева.
- 13 июля — 31 октября — IV летние Олимпийские игры в Лондоне.
- 19 июля — основан футбольный клуб Фейеноорд.
- 20 июля — на собрании в Феризовиче албанские крестьяне высказываются в поддержку младотурок[3].
- 26 июля — основано Федеральное бюро расследований США.
- 27 июля — на Британский Гонконг обрушился один из самых разрушительных тайфунов в истории колонии[5].

### Август
- 28 августа — состоялся первый полёт первого российского дирижабля «Учебный».

### Сентябрь
- 15 сентября — министр иностранных дел Российской империи А. П. Извольский и министр иностранных дел Австро-Венгрии А.фон Эренталь заключили в Бухлау соглашение по Балканскому вопросу[6]. Австро-Венгрия соглашалась на открытие проливов для российского флота в обмен на аннексию Боснии и Герцеговины[7].
- 22 сентября — Болгарский князь Фердинанд I объявил себя царём Болгарии, тем самым провозгласив полную независимость Болгарии от Османской империи.

### Октябрь
- 7 октября — Австро-Венгрия объявила об аннексии Боснии и Герцеговины. Начало Боснийского кризиса 1908—1909.
- 28 октября — вышел на экраны первый в истории российский короткометражный художественный фильм «Понизовая вольница» («Стенька Разин»).

### Ноябрь
- 3 ноября — президентские выборы в США, победу одержал выдвинутый вместо Теодора Рузвельта (пообещавшего ранее, что не будет на этот раз баллотироваться в президенты) кандидат от Республиканской партии Уильям Тафт.
- 13 ноября — отставка премьер-министра Австралии Альфреда Дикина. К власти приходит лейборист Эндрю Фишер[8].
- 14–21 ноября — первый Албанский национальный конгресс в Монастире. Обсудил вопросы единого албанского алфавита и перспектив национального движения[3].
- 28 ноября — сформирована Амурская речная флотилия.

### Декабрь
- 28 декабря — Мессинское землетрясение.

## Родились
См. также: Категория:Родившиеся в 1908 году
- 22 января — Лев Давидович Ландау, советский физик, академик АН СССР, лауреат Нобелевской премии по физике (1962) (ум. в 1968).
- 17 февраля — Эмилия Фрид, музыковед и педагог (ум. в 1984).
- 29 февраля — Бальтазар Клоссовский де Рола Бальтус, французский художник польско-еврейского происхождения (ум. в 2001).
- 17 марта — Борис Полевой, советский писатель и журналист (ум. в 1981).
- 1 апреля — Абрахам Маслоу, видный американский психолог, создатель гуманистической психологии (ум. в 1970).
- 2 апреля — Елена Петровна Скуинь, советская художница, живописец (ум. в 1986).
- 5 апреля — Герберт фон Караян, выдающийся австрийский дирижёр (ум. в 1989).
- 8 апреля — Томми Маккленнан, блюзмен (ум. около 1960).
- 20 апреля — Дональд Уондри, американский писатель-фантаст, работавший в жанрах фэнтези и хоррор (ум. в 1987).
- 10 [23] апреля — Иван Антонович Ефремов, советский писатель, фантаст, палеонтолог (ум. в 1972).
- 24 апреля — Гославский, Юзеф, польский скульптор и медальер (ум. 1963).
- 29 апреля — Джек Уильямсон, американский писатель-фантаст, один из классиков мировой научной фантастики (ум. 2006).
- 28 мая — Ян Флеминг, английский писатель, создателей произведений о Джеймсе Бонде (ум. в 1964).
- 3 июня — Борис Александрович Рыбаков, русский советский археолог и историк (ум. в 2001).
- 10 июня — Фриц Зурен, штурмбаннфюрер СС, комендант концлагеря Равенсбрюк (ум. в 1950).
- 12 июня — Отто Скорцени, немецкий диверсант австрийского происхождения. Получил известность благодаря освобождению Бенито Муссолини в 1943 (ум.1975).
- 24 июня — Марина Алексеевна Ладынина, советская киноактриса, народная артистка СССР (ум. в 2003).
- 27 июня — Жуан Гимарайнш Роза, бразильский писатель (ум. в 1967).
- 8 июля — Харальд Райнль, австрийский режиссёр, экранизатор произведений Эдгара Уоллеса, Карла Мая и Эриха фон Дэникена (ум. в 1986).
- 8 августа — Киву Стойка, председатель Государственного совета Румынии в 1965—1967 годах, премьер-министр Румынии в 1955—1961 годах (ум. 1975).
- 22 августа — Пётр Николаевич Федосеев, советский философ и общественный деятель, главный философ-идеолог КПСС (ум. в 1990).
- 25 августа — Алоис Вашатко, чехословацкий лётчик-ас, участник битв за Францию и Британию во Второй мировой войне  (ум. 1942).
- 27 августа — Линдон Джонсон, 36-й президент США (ум. в 1973).
- 2 сентября
  - Александра Чеснокова, советский живописец (ум. в 1988).
  - Валентин Петрович Глушко, крупнейший советский учёный в области ракетно-космической техники, дважды Герой Социалистического Труда (ум. в 1989).
- 3 сентября — Лев Семёнович Понтрягин, советский математик (ум. в 1988).
- 6 сентября
  - Льюис Эссен, английский физик, создатель кварцевых и атомных часов (ум. в 1997).
  - Владимир Александрович Котельников, советский учёный (ум. в 2005).
- 19 сентября — Мика Тойми Валтари, финский писатель (ум. в 1979).
- 30 сентября — Давид Фёдорович Ойстрах, советский скрипач и дирижёр (ум. в 1974).
- 9 октября — Йонас Швядас, литовский композитор и хоровой дирижёр (ум. в 1971).
- 16 октября — Энвер Ходжа, албанский революционер, политический деятель, руководитель Албании в 1944—1985 годах (ум. в 1985).
- 23 октября — Илья Михайлович Франк, советский физик, лауреат Нобелевской премии по физике 1958 года (ум. в 1990).
- 30 октября — Дмитрий Фёдорович Устинов, советский государственный, партийный и военный деятель, Маршал Советского Союза, дважды Герой Социалистического Труда, Герой Советского Союза (ум. в 1984).
- 3 ноября — Джованни Леоне, итальянский политик, дважды премьер-министр страны, президент Италии в 1971—1978 годах (ум. 2001).
- 20 ноября — Анатолий Алексеевич Казанцев, советский живописец, график и педагог, заслуженный деятель искусств РСФСР (ум. в 1984).
- 28 ноября — Клод Леви-Стросс, французский этнограф, культуролог и социолог (ум. в 2009).
- 13 декабря — Ростислав Плятт, советский актёр (ум. 1989).
- 24 декабря — Любовь Ивановна Добржанская, русская советская актриса, народная артистка СССР (ум. 1980).
- 31 декабря
  - Василий Павлович Смирнов, советский футболист и хоккеист, футбольный и хоккейный тренер. Заслуженный мастер спорта (ум. в 1987).
  - Симон Визенталь, общественный деятель, «охотник за нацистами» (ум. 2005).

## Скончались
См. также: Категория:Умершие в 1908 году
- 22 января — Жюль Луи Леваль, французский генерал, военный министр Франции, военный теоретик и писатель[9] (род. 1823).
- 1 февраля — Карлуш I, предпоследний король Португалии в 1889—1908 годах (род. 1863).
- 6 февраля — Андрей Тихонович Тимановский, русский юрист, писатель, журналист, действительный статский советник, редактор-издатель «Варшавского дневника» (род. 1849 или 1850).
- 10 февраля — Мустафа Камиль, египетский политик, деятель антибританского движения, основатель и лидер партии Ватан (род.1874)
- 7 апреля — Алексей Михайлович Жемчужников, русский поэт, сатирик и юморист (род. 1821).
- 23 апреля — Николай Петрович Линевич, русский военный деятель, генерал-адъютант, командовал штурмом Пекина в 1900 году, и.д. Приамурского генерал-губернатора в 1903—1904 годах, главнокомандующий вооружёнными силами на Дальнем Востоке в 1905—1906 годах (род. 1839).
- 21 июня — Николай Римский-Корсаков, русский композитор (род. 1844).
- 24 июня —  Стивен Гровер Кливленд, 22-й и 24-й президент США (род. 1837).
- 16 июля — Пётр Исаевич Вейнберг, русский поэт, переводчик, историк литературы (род. 1831).
- 25 августа — Антуан Анри Беккерель, французский физик, лауреат Нобелевской премии по физике 1903 года (род. 1852).
- 16 октября — Николай Федотович Бажин, русский писатель (род. 1843).
- 15 ноября — Цыси, императрица Китая (род. 1835).
- 14 ноября — Алексей Александрович, великий князь (род. 1850).

## Нобелевские премии
- Физика — Габриэль Липпман — «За создание метода фотографического воспроизведения цветов на основе явления интерференции».
- Химия — Эрнест Резерфорд
- Медицина и физиология — Илья Ильич Мечников, Пауль Эрлих — «За труды по иммунитету».
- Литература — Рудольф Эйкен — «За серьёзные поиски истины, всепроницающую силу мысли, широкий кругозор, живость и убедительность, с которыми он отстаивал и развивал идеалистическую философию».
- Премия мира — Клас Понтус Арнольдсон, Фредрик Байер